# Karneval in Mazatlán
Der Karneval in Mazatlán ist der bedeutendste Karneval von Mexiko und der angeblich weltweit Drittgrößte nach Rio und New Orleans.

## Geschichte
Karneval wird in Mazatlán praktisch seit der Ankunft der ersten Siedler in dieser Region gefeiert. Die älteste überlieferte Feier dieser Art fand am 12. Februar 1827 statt. Sie wurde eigentlich in Form eines Protestes von in der Hafenstadt stationierten Soldaten organisiert, mit der diese auf die ausstehende Zahlung ihres Soldes aufmerksam machen wollten, und artete in einer ausgelassenen Feier aus.
Gemäß den alten Chroniken kamen an jenem Faschingsdienstag etwa 40 bis 50 maskierte Menschen zusammen, die lange Gewänder und große Hüte trugen. Sie durchstreiften die Straßen der Stadt, sangen improvisierte ironische Lieder und bewarfen die Umgebung mit Mehl und Farbstoffen.
Die sogenannten Mehlspiele (Juegos de Harina), in der sich gegnerische Gruppen mit Mehl bewarfen, erfreuten sich insbesondere im ausgehenden 19. Jahrhundert einer zunehmenden Beliebtheit. Wurde das Mehl zunächst noch mit der Hand aus mitgeführten Schalen durch die Gegend geschleudert, so wurde es später in Form von Projektilen abgefeuert.
Unter dem Einfluss des Porfiriatismus entwickelte Mazatlán sich zu einer wohlhabenden und prosperierenden Stadt, die zunehmend Wert auf Kultiviertheit legte und sich darum ihrer schlechten Sitten entledigen wollte, wozu das Bewerfen und Beschießen mit Mehl gehörte. Die städtischen Behörden hätten das Mehlspiel am liebsten per Dekret verboten, wagten diesen Schritt jedoch nicht in Anbetracht der hohen Beliebtheit, die es in weiten Teilen der Bevölkerung genoss. Insofern wurde die Sitte lediglich transformiert, das Bewerfen und Beschießen mit Mehl durch die Bestandteile des Konfetti und der Luftschlangen ersetzt.
Diese Art des Karnevals wird seit 1898 ausgetragen und fand anfangs auf der Plaza Machado und den umliegenden Straßen, wie der Avenida Carnaval, statt. Durch die im Laufe der Jahre größer werdenden Teilnehmerzahlen waren die Straßen der Altstadt diesem Ansturm bald nicht mehr gewachsen und daher wurden die Karnevalsveranstaltungen an die Küste verlegt, wo sie jetzt auf dem Paseo Olas Altas und dem Paseo Claussen entlang des Pazifiks stattfinden und zwischen Freitag und Dienstag bis zu 60.000 Menschen pro Nacht anlocken.